# Neossolo
Os neossolos são a terceira classe de solo em extensão territorial no Brasil, com aproximadamente 1 130 776 quilômetros quadrados (13,28%). O neossolo é um tipo de solo pouco evoluído constituído por material mineral, ou por material orgânico com menos de 20 centímetros de espessura, não apresentando qualquer tipo de horizonte B diagnóstico. Horizontes glei, plíntico, vértico e A chernozêmico, quando presentes, não ocorrem em condição diagnóstica para as classes gleissolos, plintossolos, vertissolos e chernossolos, respectivamente.
Estes solos podem ser encontrados em todas as regiões do Brasil e possuem grande variabilidade química, física e morfológica, sendo agrupados em 4 sub-ordens: litólicos, flúvicos, quartzarênicos e regolíticos.[carece de fontes?]
- Neossolos litólicos — são aqueles que apresentam contato lítico ou contato lítico fragmentário dentro de 50 centímetros da superfície do solo. Admitem a presença de horizonte B em início de formação, desde que não satisfaça os requisitos para qualquer tipo de horizonte B diagnóstico. Nas classificações antigas, os neossolos litólicos eram chamados de solos lítólicos.
- Neossolos flúvicos — solos cuja origem são sedimentos aluviais com horizonte superficial sobre camada ou horizonte C e que apresentam caráter flúvico dentro de 150 centímetros de profundidade a partir da superfície do solo. Os neossolos flúvicos são originados dos antigos fluvisolos ou solos aluviais.
- Neossolos regolíticos — solos com profundidade maior do que 50 centímetros que apresente um dos seguintes: presença de 4% ou mais de minerais primários alteráveis (ex: olivina, piroxênio, muscovita) na fração areia e/ou cascalho, ou; 5% ou mais do volume do horizonte subsuperficial com fragmentos de rocha semi-intemperizada, saprólito ou fragmentos formados por restos da estrutura da rocha que originou o solo. Nas edições anteriores do SiBCS, esta classe era chamada de regossolos.
- Neossolos quartzarênicos — solos sem contato lítico dentro de 50 centímetros de profundidade, apresentando textura arenosa ou areia franca em todos os horizontes até, no mínimo, 150 centímetros a partir da superfície do solo. São essencialmente quartzosos, apresentando na fração areia, 95% ou mais de quartzo, calcedônia, opala e praticamente ausência de minerais primários alteráveis. Anteriormente, essa classe era chamada de areias quartzosas.